# Jack de Vries (Musiker)
Jack de Vries (* 24. August 1906 in Amsterdam; † 28. Dezember 1976 in Antwerpen) war ein niederländischer Jazz-Posaunist.

## Wirken
Jack de Vries, der Bruder von Louis de Vries und Clara de Vries, kam vom Bass und Sousaphon zur Posaune. Er besuchte die Musikschule in Rotterdam und trat 1926 den Original Ramblers bei. 1927 war er mit seinem Bruder in Berlin und 1928 mit Kai Ewans in Belgien und Frankreich. 1929 war er bei den Savoy Orpheans, 1930 spielte er bei Carlo Minari und dem Tuschinsky Theater Orchester und 1931 wieder bei den Ramblers. 1932 gründete er eine eigene Band mit dem Geiger Mitchell Novomiast (Jack and Mitchell's International Band). Ende des Jahres wurde sie, nachdem sein Bruder Louis dazustieß, in Jack and Louis International Band umbenannt. Auch seine Schwester Clara, ebenfalls Trompeterin, spielte zeitweise in der Band. 1934 tourten die Internationals in Belgien und der Schweiz und wurden sehr bekannt (Auftritte mit Ella Logan, Nat Gonella, Valaida Snow, George Johnson (* 1913) und Aufnahmen 1933 bei Kristall, 1934 bei Cinetone und 1937 bei Rhythme), bis der Krieg 1939 das Ende der Band einleitete. Jack de Vries machte 1945 nach dem Krieg mit der Band einen neuen Anlauf, sie wurde aber 1949 aufgelöst.